# Махутов, Николай Андреевич
Николай Андреевич Махутов (род. 1937) — специалист в области прочности, повышения ресурса высоконагруженных машин и объектов новой техники, эксплуатируемых в экстремальных условиях, член-корреспондент АН СССР (1987), член-корреспондент РАН (1991).

## Биография
Родился 29 сентября 1937 года в с. Брасово Брасовского района (ныне — Брянской области).
В 1959 году — с отличием окончил Московский авиационный технологический институт, специальность «Авиационные двигатели». С 1964 года по настоящее время работает в Институте машиноведения АН СССР (РАН).
В 1964 году — защитил кандидатскую диссертацию, тема: «Сопротивление повторным пластическим деформациям и хрупкому разрушению корпусной стали».
В 1974 году — защитил докторскую диссертацию, тема: «Деформационные критерии малоциклового и хрупкого разрушения».
В 1978 году — присвоена учёное звание профессора.
В 1987 году — избран членом-корреспондентом АН СССР.
В 1991 году — избран членом-корреспондентом РАН.
С 1991 года — главный редактор научного информационного сборника «Проблемы безопасности и чрезвычайных ситуаций».
С 1992 года — заместитель председателя, а с 2008 года — председатель Рабочей группы при Президенте РАН по анализу риска и проблем безопасности.
С 2013 по 2016 годы — руководитель комиссии по безопасности, взаимодействию с правоохранительными органами, защите прав граждан, член комиссии по экологическим проблемам и охране окружающей среды Общественной палаты города Москвы первого состава.

## Научная деятельность
Ведущий специалист в области прочности, ресурса и безопасности машин и конструкций; разработчик закономерностей и критериев механики деформирования и разрушения, нормативно-технических документов по определению характеристик напряженно-деформированных и предельных состояний при штатных и аварийных ситуациях применительно к объектам ядерной энергетики, ракетнокосмической и авиационной техники, нефтехимическим сосудам и трубопроводам, уникальным инженерным сооружениям и объектам техники Севера.
Результаты его исследований применялись при проектировании и конструировании различных технических объектов, в числе которых: атомные реакторы типов от ВВЭР-210 до ВВЭР-1000, БН-600 и РБМК-1000 для АЭС в России и в других странах, паровые турбины мощностью 250—1200 МВт, гидротурбины, термоядерные установки Т-14, Т-15, ИТЭР, а также ракетно-космические системы «Энергия-Буран», «Протон», «Союз», «МАКС», летательные аппараты типов Ту, Су, МиГ, магистральные нефте-, газо-, продуктопроводы, объекты оборонного комплекса.
В качестве члена и председателя Государственных комиссий и подкомиссий принимал участие в анализе крупных аварий и катастроф, в том числе на технологическом прессовом оборудовании с предельными усилиями 20 тысяч тонн, на крупнейшем турбогенераторе мощностью 1200 МВт, на атомной турбине мощностью 220 МВт, на магистральных трубопроводах под Уфой и Арзамасом, на шахтных вентиляторах Братского алюминиевого завода, на транспортной эстакаде Волгоградской ГЭС, на ядерных паропроизводящих установках, на парогенераторах реакторов ВВЭР-1000, на Чернобыльской АЭС, на двигателях ракетно-космических систем, на гидроагрегатах Саяно-Шушенской ГЭС, выступал экспертом и исполнителем международных проектов (США, Норвегия, Япония) по проблемам защиты от аварий и катастроф.
Автор более 700 научных трудов, среди них около 30 монографий, справочных пособий, курсов лекций, энциклопедий.
Его работы, а также его коллег и учеников были обобщены во многих монографиях, в том числе: двухтомники «Конструкционная прочность, ресурс и техногенная безопасность», «Деформационные критерии разрушения и расчет элементов конструкций на прочность», «Ресурс безопасной эксплуатации сосудов и трубопроводов», серии из шести книг «Исследования напряжений и прочности ядерных реакторов», серии из семи книг «Прочность при малоцикловом разрушении», четырёхтомной энциклопедии и энциклопедическом словаре «Гражданская защита».
Научный руководитель многотомного издания «Безопасность России», автор и редактор томов и разделов тридцати четырёх вышедших в этой серии книг.
Под его руководством защищено более 60 кандидатских и докторских диссертации.
Руководитель комплекса проектов по безопасности и защищенности критически и стратегически важных объектов инфраструктуры в рамках Федеральной целевой программы «Снижение рисков и смягчение последствий чрезвычайных ситуаций природного и техногенного характера в Российской Федерации».
С 1992 по 2001 годы — являлся одним из организаторов и научных руководителей Государственной научно-технической программы «Безопасность населения и народнохозяйственных объектов с учётом риска возникновения природных и техногенных катастроф», научный руководитель Комплексной научно-технической программы «Безопасность Москвы», разработки «Концепции безопасности Москвы».
Участие в научных и общественных организациях
- председатель Научного совета при Межгосударственном совете по чрезвычайным ситуациям стран СНГ
- председатель научного совета Российского общества анализа риска
- член «Общественного совета при Федеральной службе по экологическому, технологическому и атомному надзору»
- член Экспертного научно-технического совета МЧС России
- председатель Международного Союза бывших малолетних узников фашизма (МСБМУ), который объединянет в своих рядах около 500 тысяч бывших малолетних узников фашистских концлагерей из Армении, Беларуси, Казахстана, Латвии, Литвы, Молдовы, России, Узбекистана, Украины, Эстонии, Болгарии (с 1992 года)

1. Махутов Н. А. Конструкционная прочность, ресурс и техногенная безопасность. В двух частях. — Новосибирск: Наука. — 2005. Часть 1: Критерии прочности и ресурса — 494 с. Часть 2: Обоснование ресурса и безопасности — 610 с.
2. Махутов Н. А. Прочность и безопасность. Фундаментальные и прикладные ис-следования. — Новосибирск: Наука. — 2008. — 528 с.
3. Махутов Н. А. Деформационные критерии разрушения и расчет элементов кон-струкций на прочность. — М.: Машиностроение. — 1981. — 272 с.
4. Махутов Н. А. Сопротивление элементов конструкций хрупкому разрушению. — М.: Машиностроение. — 1973. — 201 с.
5. Махутов Н. А. и др. Безопасность России. Правовые, социально-экономические и научно- технические аспекты. Анализ риска и проблем безопасности. Тома 1-35. — M.: МГФ «Знание». — 1997—2011.
6. Проблемы разрушения, ресурса и безопасности технических систем. Под ред. д.т. н. Москвичева В. В., к.т. н. Гаденина М. М. К 60-летию чл.-корр. РАН Махутова Н. А. — Красноярск: Ассоциация КОДАС-СибЭРА. — 1997. — 520 с.
7. Прочность, ресурс и безопасность машин и конструкций. Под ред. чл.-корр. РАН Махутова Н. А., к.т. н. Гаденина М. М. — М.: ИМАШ РАН. — 2000. — 527 с.
8. Проблемы ресурса и безопасности энергетического оборудования. Под ред. чл.-корр. РАН Махутова Н. А. — М.: ИМАШ РАН — ФЦНТП ПП «Безопасность». — 1999. — 286 с.
9. ГНТП «Безопасность». Концепция и итоги работы 1991-92 гг. Итоги науки и техники. М.: ВИНИТИ. — 1993 г. Том 1 — 350 с. Том 2 — 480 с.
10. Прочность, ресурс, живучесть и безопасность машин. / Отв. ред. Н. А. Махутов. — М.: Книжный дом «ЛИБРОКОМ». — 2008. — 576 с.
11. Махутов Н. А., Пермяков В. Н. Ресурс безопасной эксплуатации сосудов трубо-проводов. — Новосибирск: Наука. — 2005. — 516 с.
12. Серенсен С. В., Шнейдерович Р. М., Махутов Н. А. и др. Прочность при малоцик-ловом нагружении. Основы методов расчетов и испытаний. — М.: Наука. — 1975. — 288 с.
13. Серенсен С. В., Шнейдерович Р. М., Махутов Н. А. и др. Поля деформаций при малоцикловом нагружении. — М.: Наука. — 1979. — 278 с.
14. Махутов Н. А., Гаденин М. М., Гохфельд Д. А. и др. Уравнения состояния при малоцикловом нагружении. — М.: Наука. — 1981. — 245 с.
15. Махутов Н. А., Воробьев А. З., Гаденин М. М. и др. Прочность конструкций при малоцикловом нагружении. — М.: Наука. — 1983,271 с.
16. Махутов Н. А., Бурак М. И., Гаденин М. М. и др. Механика малоциклового раз-рушения. — М.: Наука. — 1986. — 264 с.
17. Когаев В. П., Махутов Н. А., Гусенков А. П. Расчеты деталей машин и конструкций на прочность и долговечность. — М.: Машиностроение. — 1985. — 224 с.
18. Романов А. Н. Разрушение при малоцикловом нагружении. — М.: Наука. — 1988. — 280 с.
19. Махутов Н. А., Зацаринный В. В., Гаденин М. М. и др. Статистические законо-мерности малоциклового разрушения. — М.: Наука. — 1989. — 253 с.
20. Фролов К. В., Махутов Н. А., Израилев Ю. Л. и др. Расчет термонапряжений и прочности роторов и корпусов турбин. — М.: Машиностроение. — 1988. — 239 с.
21. Frolov K. V., Makhutov N. A., Izrailev Yu., Morozov E. M., Parton V. Z. Thermal stresses and strength of turbines. — New-York- Washington-Philadellphia-London. — 1990.
22. Махутов Н. А.и др. Катастрофы и общество. M.: Koнтакт-культура. — 2000. — 331 с.
23. Нормы расчета на прочность элементов реакторов, парогенераторов, сосудов и трубопроводов атомных электростанций, опытных и исследовательских ядерных реак-торов и установок. — М.: Металлургия. — 1973. — 408 с.
24. Нормы расчета на прочность оборудования и трубопроводов атомных энергети-ческих установок (ПНАЭ Г — 7-002-86 — Правила и нормы в атомной энергетике). — М.: Энергоатомиздат. — 1989. — 525 с.
25. Фролов К. В., Махутов Н. А., Каплунов С. М. Динамика конструкций гидроаэро-упругих систем. — М.: Наука. — 2002. — 397 с.
26. Лепихин А. М., Махутов Н. А., Москвичев В. В., Черняев А. П. Вероятностный риск анализ конструкций технических систем. — Новосибирск: Наука. -* 2003. — 173 с.
27. Москвичев В. В., Махутов Н. А., Черняев А. П.и др. Трещиностойкость и ме-ханические свойства конструкционных материалов технических систем. — Новосибирск: Наука. — 2002. — 334 с.
28. Махутов Н. А., Ахметханов Р. С., Земцов С. П. и др. Система оценки рисков при техническом регулировании. — М.: «Издательство ОВЛ». — 2006. — 96 с.
29. Махутов Н. А., Фролов К. В., Драгунов Ю. Г. и др. Проблемы прочности и безопасности водо-водяных энергетических реакторов. Под ред. Н. А. Махутова и М. М. Гаденина. — М.: Наука. — 2008. — 464 с. — (Серия «Исследование напряжений и прочности ядерных реакторов»).
30. Махутов Н. А., Фролов К. В., Стекольников В. В. и др. Прочность и ресурс водо-водяных энергетических реакторов. — М.: Наука. — 1988. — 312 с. — (Серия «Исследования напряжений и прочности ядерных реакторов»).
31. Махутов Н. А., Фролов К. В., Стекольников В. В. и др. Экспериментальные исследования деформаций и напряжений в водо-водяных энергетических реакторах. — М.: Наука. — 1990. — 296 с. — (Серия "Исследования напряжений и прочности ядерных реакторов).
32. Махутов Н. А., Фролов К. В., Драгунов Ю. Г. и др. Модельные исследования и натурная тензометрия энергетических реакторов. — М.: Наука. — 2001. — 293 с. — (Серия «Исследования напряжений и прочности ядерных реакторов»).
33. Махутов Н. А., Фролов К. В., Драгунов Ю. Г. и др. Несущая способность пароге-нераторов водо-водяных энергетических реакторов. — М.: Наука. — 2003. — 440 с. (Серия «Исследования напряжений и прочности ядерных реакторов»).
34. Махутов Н. А., Фролов К. В., Драгунов Ю. Г. и др. Динамика и прочность водо-водяных энергетических реакторов. — М.: Наука. — 2004. — 440 с. — (Серия «Исследования напряжений и прочности ядерных реакторов»).
35. Махутов Н. А., Фролов К. В., Драгунов Ю. Г. и др. Проблемы прочности и безопасности водо-водяных энергетических реакторов. Под ред. Н. А. Махутова и М. М. Гаденина. — М.: Наука. — 2008. — 464 с. — (Серия «Исследование напряжений и прочности ядерных реакторов»).
36. Махутов Н. А., Фролов К. В., Драгунов Ю. Г. и др. Обеспечение ресурса и живучести водо-водяных энергетических реакторов. Под ред. Н. А. Махутова и М. М. Гаденина. — М.: Наука. — 2009. — 343 с. — (Серия «Исследования напряжений и прочности ядерных реакторов»).
37. Махутов Н. А., Фролов К. В., Драгунов Ю. Г. и др. Анализ риска и повышение безопасности водо-водяных энергетических реакторов. Под ред. Н. А. Махуто- ва и М. М. Гаденина. — М.: Наука. — 2009. — 460 с. — (Серия «Исследования напряжений и прочности ядерных реакторов»).
38. Махутов Н. А., Рачук В. С., Гаденин М. М., Рудис М. А., Паничкин Н. Г. Прочность и ресурс ЖРД. Под ред. Н. А. Махутова и В. С. Рачука. — М.: Наука. — 2011. — 525 с. (Серия «Исследования напряжений и прочности ракетных двигателей»).
39. Махутов Н. А., Гаденин М. М. Техническая диагностика остаточного ресурса и безопасности. Учебное пособие. Под общ. ред. В. В. Клюева. — М.: Издательский дом «Спектр». — 2011. — 187 с. (Диагностика безопасности).
40. Махутов Н. А., Лыглаев А. В., Большаков А. М. Хладостойкость. Метод инженерной оценки. — Новосибирск: Из-во СО РАН. — 2011. — 195 с.

## Награды
- Премия Совета Министров СССР (1983) — за разработку и внедрение научных основ расчета повышения прочности энергооборудования по критериям трещиностойкости[2]
- Премия Правительства Российской Федерации (2001) — за разработку и создание новой техники[2]
- Премия Правительства Российской Федерации (2010) — за обеспечение безопасности и надежности оборудования электростанций на основе создания комплекса современных методов оперативной диагностики и восстановительных технологий[3]
- Государственная премия Российской Федерации в области науки и техники (2003) — за создание научных основ и широкомасштабное внедрение конкурентоспособных технологий, комплекса оборудования неразрушающего контроля и диагностики для оценки технического состояния различных объектов[4]
- Орден Октябрьской революции (1989) — за работы по проекту «Энергия-Буран»[2]
- Орден Дружбы народов (1986) — за реализацию международных программ СЭВ[2]
- Орден Дружбы (1999) — за общественную деятельность Международного Союза бывших малолетних узников фашизма[2]
- Орден Почёта (2015) — за большой вклад в развитие науки, образования, подготовку квалифицированных специалистов и многолетнюю плодотворную деятельность[5]
- Орден Александра Невского (2025) — за большие заслуги в научной деятельности и многолетнюю добросовестную работу[6]
- Орден «За заслуги» III степени (Украина, 2008 год) — за весомый личный вклад в развитие ветеранского движения, патриотическое воспитание молодёжи, многолетнюю общественную деятельность[2]
- Медаль «Ветеран труда» (1987)[7]
- Медаль «В память 850-летия Москвы» (1997)[7]
- Юбилейная медаль «50 лет Победы в Великой Отечественной войне 1941—1945 гг.»[7]
- Юбилейная медаль «60 лет Победы в Великой Отечественной войне 1941—1945 гг.»[7]
- Юбилейная медаль «65 лет Победы в Великой Отечественной войне 1941—1945 гг.»[7]
- Медали МЧС России (2011, 2015)[7]
- Орден «Ломоносов» (2008)[2]

## Сочинения
- Безопасность России. Правовые, социально-экономические и научно-технические аспекты. Сводный том Фундаментальные и прикладные проблемы комплексной безопасности / А. Г. Чиркова, Н. А. Махутов и др. - М.: МГОФ «Знание», 2017. - 992 с.